# حديقة كاندالنغو الوطنية
حديقة كاندالنغو الوطنية هي حديقة وطنية تقع في مقاطعة كاتانغا بجمهورية الكونغو الديمقراطية، تبعد فقط 180 كم عن مدينة لوبومباشي، أُنشئت خلال الفترة الاستعمارية البلجيكية، تم تصنيفها كحديقة وطنية بعد مرسوم قانون رقم 70-317 المعتمد في 30 نوفمبر 1970 ومرسوم قانون رقم 75-097 في الأول من مارس عام 1975.
تبلغ مساحتها 210.000 هك مع منطقة إضافية تبلغ 750.000 هك وتطغى عليها سلسلة من الهضاب وتلال السافانا ويتراوح ارتفاعها بين 1200 و 1700 مترا. اشتهرت هذه الحديقة بشلالات لوفوي، أحد روافد نهر لوفيرا. وهذه الشلالات هي الأعلى في أفريقيا والثانية في العالم، يبلغ ارتفاعها 384 م وتيار المياه المستمرة والنابعة منها ب347 م.
تُعتبر الحديقة الملجئ الأخير للفهد في أراضي جمهورية الكونغو الديمقراطية إضافة إلى مجموعات أخرى من الحيوانات البرية مثل الحمار الوحشي، وشهدت أيضا اختفاء ملحوظا في أصناف كائنات أخرى...
| المكان     | مقاطعة كانتاغا - جمهورية الكونغو الديمقراطية - الموقع الجغرافي |
| الإحداثيات | 00″ 15′ 10° جنوبا 00″ 36′ 27° شرقا                             |
| المساحة    | 7600 كم²                                                       |
| التأسيس    | 1970                                                           |
| الإدارة    | المعهد الكونغولي للمحافظة على الطبيعة                          |

## روابط خارجية
- صورة شلال لوفوي
- بحث مفصل عن الحديقة